# Mario Cervati
Mario Cervati (Brescia, 13 agosto 1928 – Brescia, 22 luglio 2012) è stato un imprenditore e dirigente sportivo italiano.

## Biografia
Nella stagione sportiva 1942-1943 a soli 14 anni disputò il campionato di Prima Divisione lombarda con i colori nero-azzurri della Società Sportiva G.I.L. Ciano di Brescia.
Industriale, fondò nel 1953 le Officine fonderie Cervati, situate in Via Vallecamonica, a Brescia. Fu anche fondatore e presidente della Clinica San Rocco di Ome.
Per quindici anni resse il timone del settore giovanile del Brescia Calcio, arrivando a vincere nella stagione 1974-75 lo scudetto Primavera, lanciando tra gli altri Alessandro Altobelli ed Evaristo Beccalossi.
Nel 1981-1982 rilevò, con una cordata di imprenditori, la società da Sergio Saleri. Mantenne la carica di presidente del Brescia per un anno, venendo poi sostituito da Franco Baribbi.
Era fratello di Renato Cervati, bandiera del Brescia con oltre cento presenze, e giocatore di Mantova, Crema e Catania.
Nel 1999 venne insignito del titolo di Cavaliere di Gran Croce.